# تشاو بينغفي
تشاو بينغفي (بالصينية: 巢鵬飛) (11 يوليو 1987 بداليان في الصين - ) هو لاعب كرة قدم صيني في مركز الهجوم. شارك مع منتخب الصين تحت 20 سنة لكرة القدم ومنتخب هونغ كونغ تحت 23 سنة لكرة القدم ومنتخب هونغ كونغ لكرة القدم. أما مع النوادي، فقد لعب مع نادي جنوب الصين ونادي سون هي ونادي سيتيزن ونادي كيتشي وMetro Gallery FC ‏ وHappy Valley AA ‏ وYau Tsim Mong FT ‏ وهونغ كونغ رينجرز وWanchai SF ‏ وTuen Mun SA ‏.

## وصلات خارجية
- تشاو بينغفي على موقع الاتحاد الدولي (مؤرشف)  (الإنجليزية)
- تشاو بينغفي على موقع قاعدة بيانات كرة القدم.إي يو (الإنجليزية)
- تشاو بينغفي على موقع ناشيونال فوتبول تيمز (الإنجليزية)